# (10867) Lima
(10867) Lima ist ein Asteroid des mittleren Hauptgürtels, der am 14. Juli 1996 von dem belgischen Astronomen Eric Walter Elst am La-Silla-Observatorium der Europäischen Südsternwarte in Chile (IAU-Code 809) entdeckt wurde. An derselben Sternwarte hatte es vorher schon mehrere unbestätigte Sichtungen des Asteroiden gegeben: im Februar 1990 (1990 DJ2) und am 6. Januar 1991 (1991 LS6).
Nach der SMASS-Klassifikation (Small Main-Belt Asteroid Spectroscopic Survey) wurde bei einer spektroskopischen Untersuchung von Gianluca Masi, Sergio Foglia und Richard P. Binzel bei (10867) Lima von einer dunklen Oberfläche ausgegangen, es könnte sich also, grob gesehen, um einen C-Asteroiden handeln.
(10867) Lima wurde am 2. März 2000 nach Lima benannt, der Hauptstadt Perus.